# Nothomastix
Nothomastix là một chi bướm đêm thuộc họ Crambidae.

## Các loài
- Nothomastix chromalis (Walker, 1866)
- Nothomastix klossi (Rothschild, 1915)
- Nothomastix obliquifascialis Hampson, 1896
- Nothomastix pronaxalis (Walker, 1859)
- Nothomastix pyranthes (Meyrick, 1894)